# Посёлок Льнозавода (микрорайон Ржева)
Посёлок Льнозаво́да (др. названия: Ральф, Посёлок Льночесальной фабрики) – микрорайон в западной части города Ржева Тверской области.  
Начал застраиваться в 20-е, 30-е годы XX века для расселения работников Ржевской льночесальной фабрики «Ральф».
Состоит из двух десятков 2-3-этажных барачных домов сталинского типа, четырёх пятиэтажек и частного сектора. 
В инфраструктуру микрорайона входят: средняя школа №3, Ржевский аграрный колледж, детский сад №4, клуб «Текстильщик», сбербанк, почтовое отделение, аптека, ателье «Эвелина», магазин «Стройдвор», магазины продуктов.

## История
История возникновения жилого посёлка восходит к 1912 году, когда во Ржеве братьями промышленниками Рябушинскими была введена в строй льночесальная фабрика. 
Ими же было учреждено «Русское акционерное льнопромышленное общество (РАЛО)» главным акционером которого стал знаменитый Павел Павлович Рябушинский.
В 1915 году на льночесальной фабрике трудились уже 647 человек.
В 1918 году фабрика была национализирована и получила название «Ржевская автономная льночесальная фабрика», сокращённо РАЛФ (Ральф).
Тем же названием стали называть и посёлок при фабрике, который начал застраиваться в годы первых советских пятилеток.
В довоенный период посёлок строился ударными темпами, так как фабрика стала ведущим предприятием города, а её продукция почти целиком шла за рубеж.
В 1940 году объём льнопереработки превзошел уровень 1917 года более чем в 4 раза.
С началом Великой Отечественной войны летом - осенью 1941 года оборудование фабрики было эвакуировано в город Котельнич Кировской области, где было налажено новое производство.
В период оккупации города фабрика была разрушена. После освобождения, силами, в том числе немецких военнопленных, фабрика была полностью восстановлена и к 1945 году выпустила первую продукцию.
Пик развития предприятия пришёлся на 50-80-е годы XX века, тогда Ржевская льночесальная фабрика стала одним из ведущих предприятий текстильной отрасли в СССР.
На фабрике трудились многие известные в городе люди в том числе и единственная женщина Герой Социалистического Труда во Ржеве – Валентина Трофимовна Дударева. 
После 1990 года объём выпускаемой продукции упал многократно, фабрику скупила московская текстильная компания. 
По состоянию на 2012 год фабрика функционирует как АООТ «РЖЕВСКИЙ ЛЬНОЗАВОД».

## Транспорт
Сообщение с центром Ржева осуществляется автобусными маршрутами №: 2, 2б, 10, 10б, 15 и 351.